# Reinhard Keil (Informatiker)

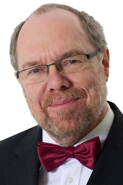
Reinhard Keil

Reinhard Keil (* 16. Februar 1953 in Brilon) ist deutscher Informatiker und war Inhaber des Lehrstuhls für Kontextuelle Informatik, vormals Informatik und Gesellschaft, am Heinz Nixdorf Institut der Universität Paderborn. Von 1984 bis 2006 firmierte er unter dem Namen Keil-Slawik (vorher und nachher als Keil).

## Werdegang
Keil studierte, nach einer abgeschlossenen Elektromechanikerlehre, von 1971 bis 1974 Informationsverarbeitung an der Gesamthochschule Siegen, Abt. Gummersbach und anschließend an der Technischen Universität (TU) Berlin Informatik, wo er 1979 als Diplom-Informatiker abschloss. Im Anschluss war Keil bis 1984 wissenschaftlicher Mitarbeiter im Bereich Forschung und Lehre. 1985 folgte seine Promotion am Institut für Angewandte Informatik der TU Berlin und 1990 seine Habilitation im Fachbereich Informatik an derselben Universität. Im Anschluss war Keil dort als Privatdozent tätig. Nach einem Forschungsaufenthalt an der University of Maryland, College Park (USA) wurde er 1992 Professor an der Universität Paderborn.

## Forschungsschwerpunkte
Die Schwerpunkte in der Forschungsarbeit von Keil sind:
- E-Learning,
- Gestaltung digitaler Medien,
- Verteilte koaktive Wissensorganisation
- Software-Ergonomie
- virtuelle Forschungsumgebungen

## Weitere Funktionen
Keil war Mitbegründer (1985) und von 1993 bis 2003 Vorsitzender des Forums InformatikerInnen für Frieden und gesellschaftliche Verantwortung. Zudem ist er für verschiedene Landesministerien in Deutschland, das Bundesministerium für Bildung und Forschung (BMBF) und die Europäische Union (EU) sowie für staatliche Einrichtungen in Norwegen, Österreich und der Schweiz gutachterlich tätig. Unter anderem wurde Keil 1986 die Wissenschaftlermedaille von Buenos Aires verliehen, 1991 erhielt er den Forschungspreis Software-Ergonomie der Gesellschaft für Informatik in Zürich sowie den Ehrenpreis der Hypo Tyrol Bank des Medida-Prix in Innsbruck im Jahr 2000. Er wurde 2002 als Computerworld Honors Program Laureate in San Francisco ausgezeichnet und war 2008 wiederum Finalist des Medida-Prix in Hamburg. Im Herbst 2015 wurde er Dekan der Fakultät für Elektrotechnik, Informatik und Mathematik an der Universität Paderborn. Er hat über 180 Veröffentlichungen verfasst, ist Herausgeber von 15 Büchern und der Zeitschrift Erwägen Wissen Ethik.